# Grenadille
Ne doit pas être confondu avec Grenade ou Grenadelle.
Passiflora edulis
Pour les articles homonymes, voir Grenadille (homonymie).
Espèce
Classification phylogénétique
La grenadille (Passiflora edulis) est une espèce de plantes à fleurs de la famille des Passifloraceae. C'est une plante grimpante originaire de Colombie, du Venezuela, du Paraguay, du Brésil, du nord-est de l'Argentine et en Guyane française.
Elle tire son nom latin de Passiflora (fleur de la Passion), des divers éléments de sa fleur faisant allusion aux instruments de la Passion du Christ; elle est cultivée pour ses fruits à pulpe comestible nommés grenadilles, fruits de la passion ou maracudja (mot créole venant du tupi « mara kuya », sinon du guarani paraguayen « mburukuja »). En Nouvelle-Calédonie, ces fruits sont appelés « pomme-lianes » ; au Venezuela « parchita » ; à Porto Rico « parcha » ; à Haïti « grenadia » ; en République dominicaine « chinola », en Espagne « maracuyá » et au Brésil « maracujá ».
Comme pour la vigne, la culture se fait sur des échalas et des fils de fer, dans les régions chaudes (correspondant à la zone de l'oranger). Il existe une centaine de variétés, dont la Common Purple, cultivée à Hawaï, la Black Knight, la Edgehill, cultivar aux fruits pourpres semblable à la Black Knight mais encore plus vigoureux et très planté en Californie, la Kahuna, la Perfecta (aux gros fruits) ou la Brazilian Golden.

## Particularité
Il existe deux variétés de grenadilles : la variété jaune-vert (à maturité), d'origine inconnue (Passiflora edulis f. flavicarpa). C'est elle qui est nommée maracuja (ou grenadille jaune) sur les étals ; elle se distingue de la seconde variété, de couleur pourpre profond (P. edulis f. edulis), par des zones de répartition naturelle distinctes et par des heures de floraison distinctes. La première est autostérile alors que la seconde est autofertile.
Le maracuja a un diamètre de 5 à 8 cm contre 4 à 8 cm pour la grenadille. Les deux fruits se ressemblent sur le plan gustatif, le maracuja étant légèrement plus acide que la grenadille,.

## Description

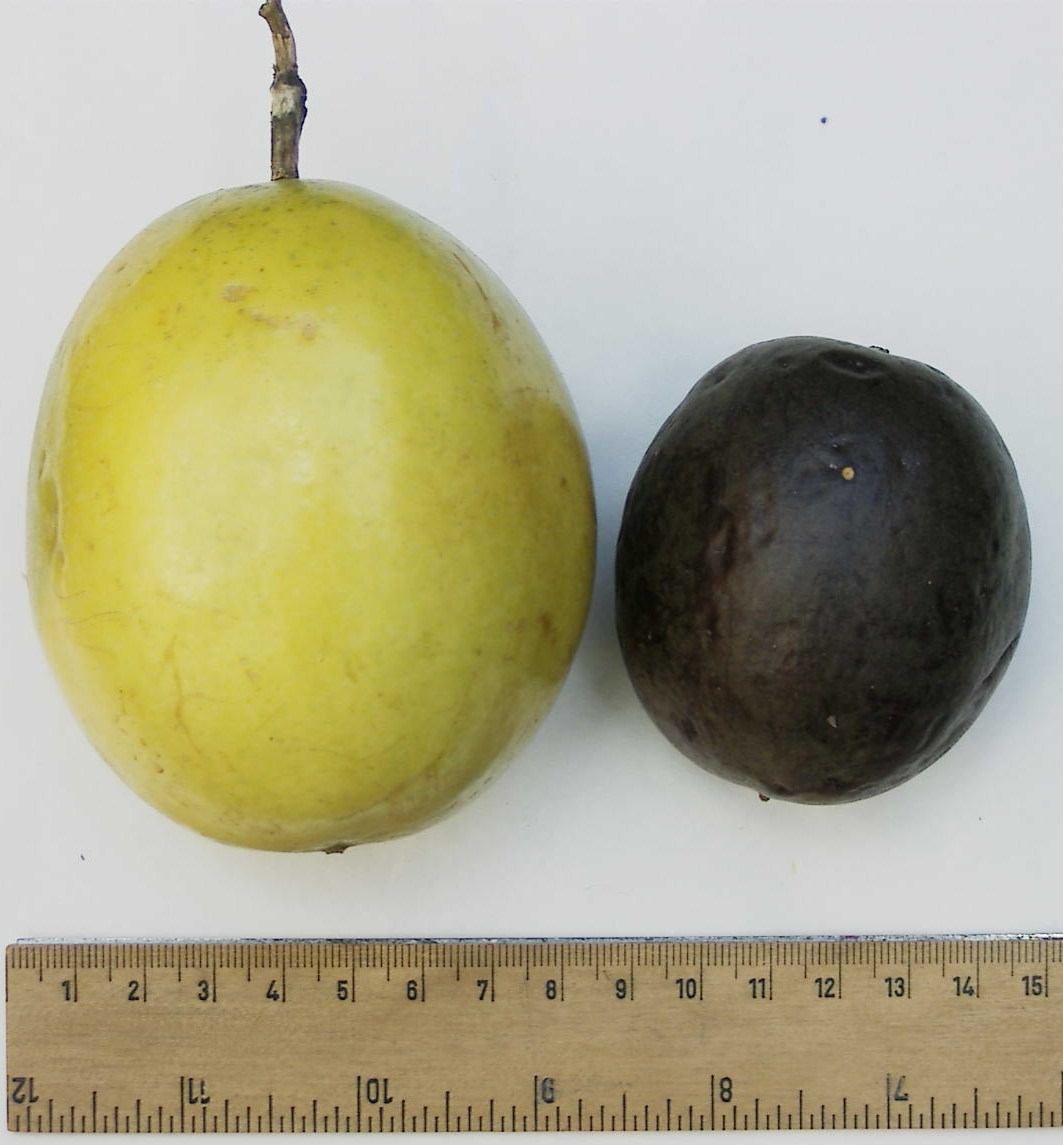
Comparaison des formes pourpre et jaune.

C'est une plante grimpante vigoureuse, à base ligneuse, développant des tiges d'environ 6 m de long.
Les feuilles persistantes, de 6-13 × 8-13 cm, sont membraneuses, profondément trilobées et à marge glandulée-serrulée.
L'inflorescence est une cyme réduite dont la fleur centrale avorte, le pédicelle d'une fleur latérale donne une vrille et l'autre fleur se développe normalement. Le pédicelle de 4-5 cm de long porte :
- 3 larges bractées vertes,
- 5 pétales verdâtres à l'intérieur,
- 5 pétales blancs,
- une couronne de filaments pourpres et blancs,
- une colonne de 1-1,2 cm de haut (l'androgynophore) portant
  - les 5 étamines terminées par les anthères tournées vers le bas
  - puis un ovaire obovoïde de 8 mm de haut surmonté de 3 ou 4 styles blancs, unis à la base.

La fleur dans son ensemble fait de 4 à 7 cm de diamètre.
Le fruit est une baie contenant de nombreuses graines noires, entourées d'un arille comestible.

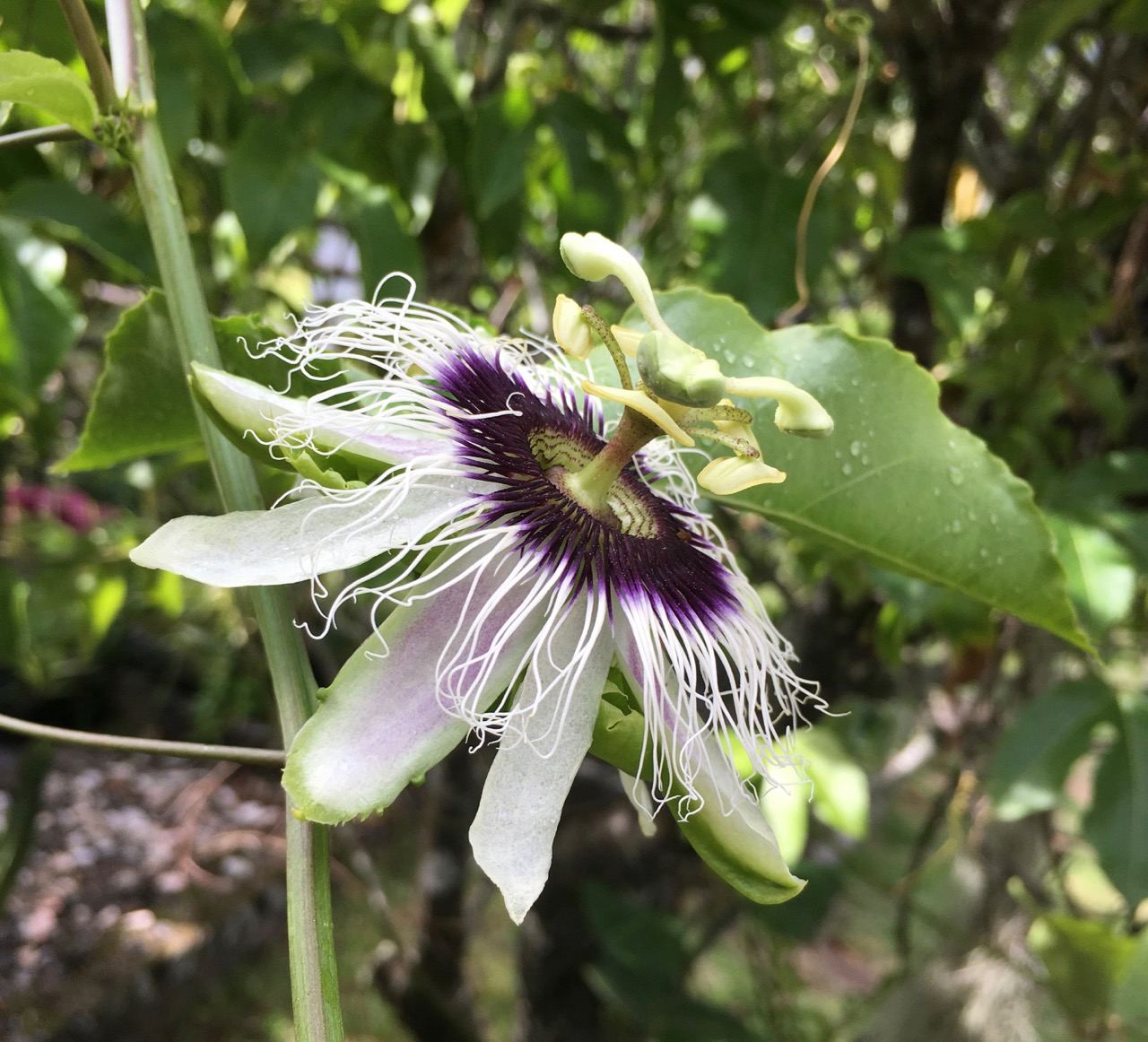
Fleur de grenadille.
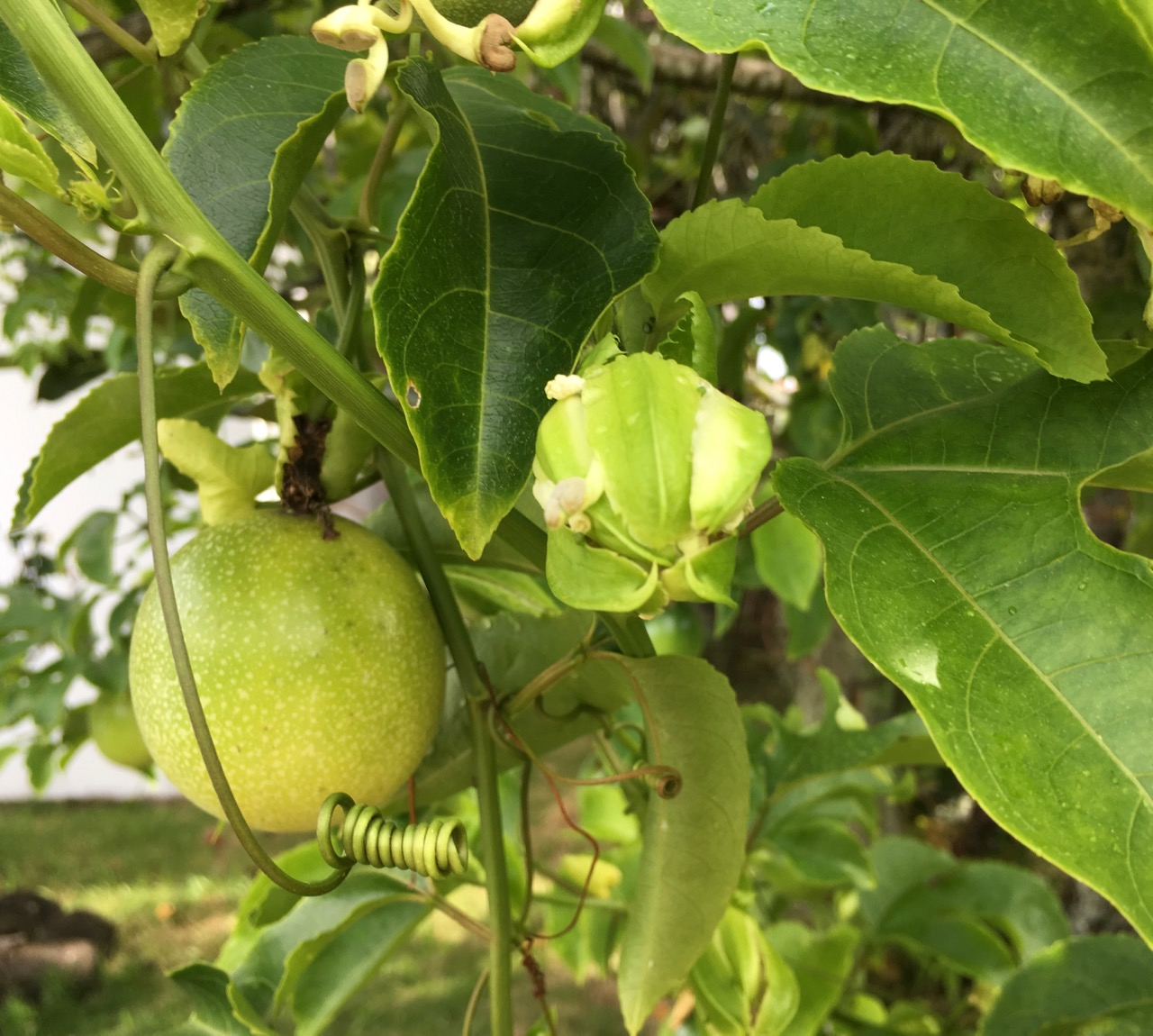
Fruit de la passion et vrille.
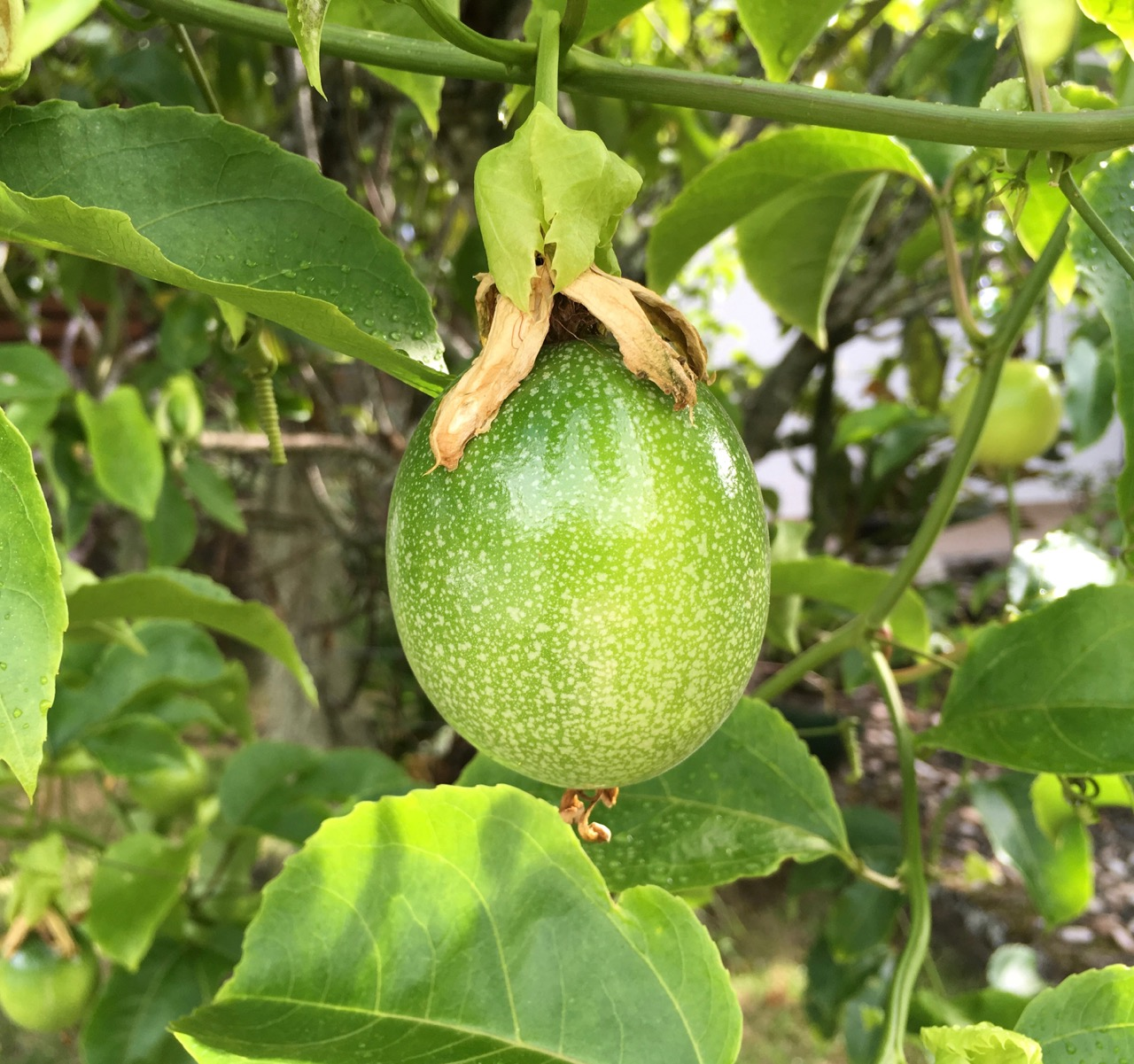
Fruit de la passion sur la liane.
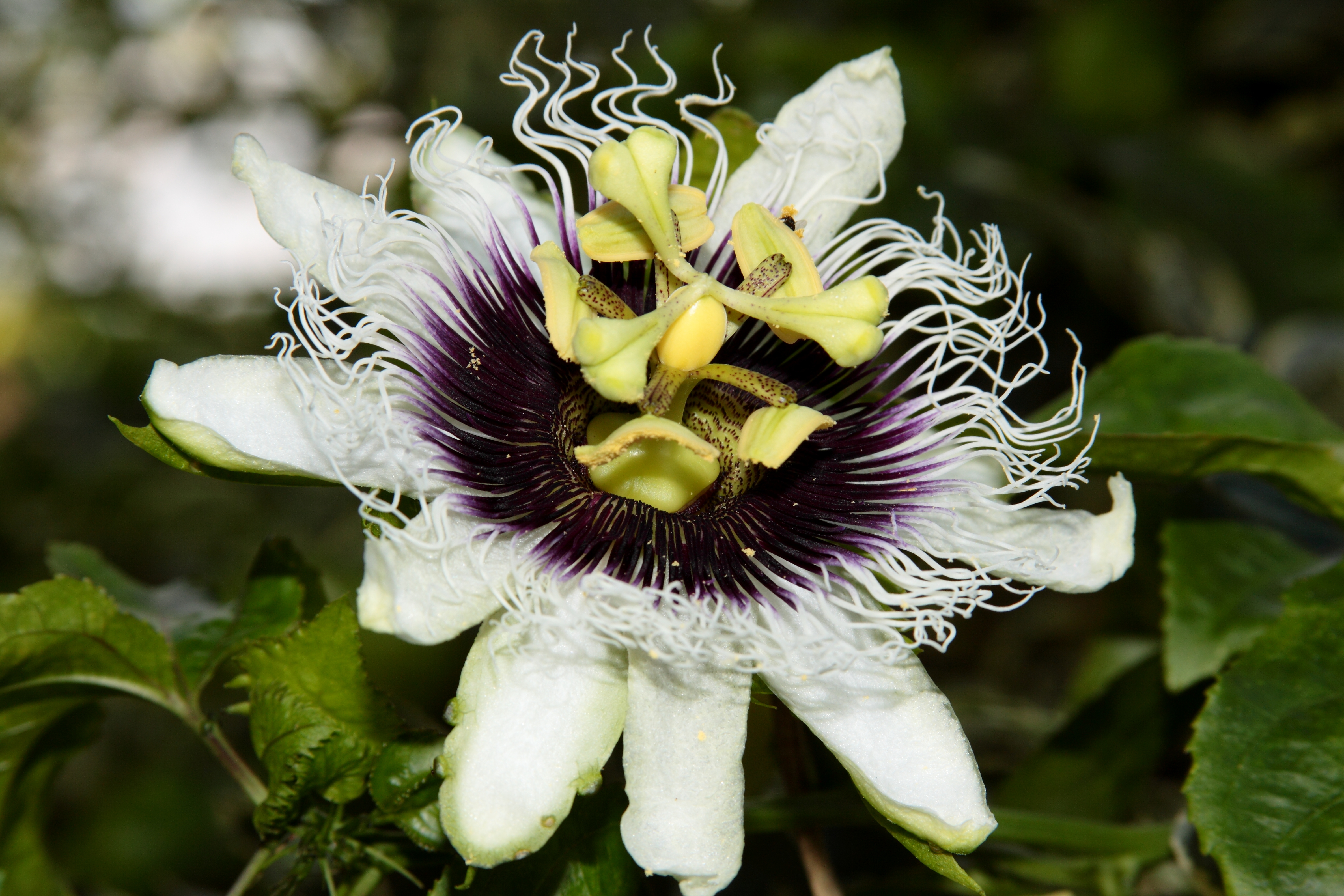
Fleur de grenadille.

## Écologie

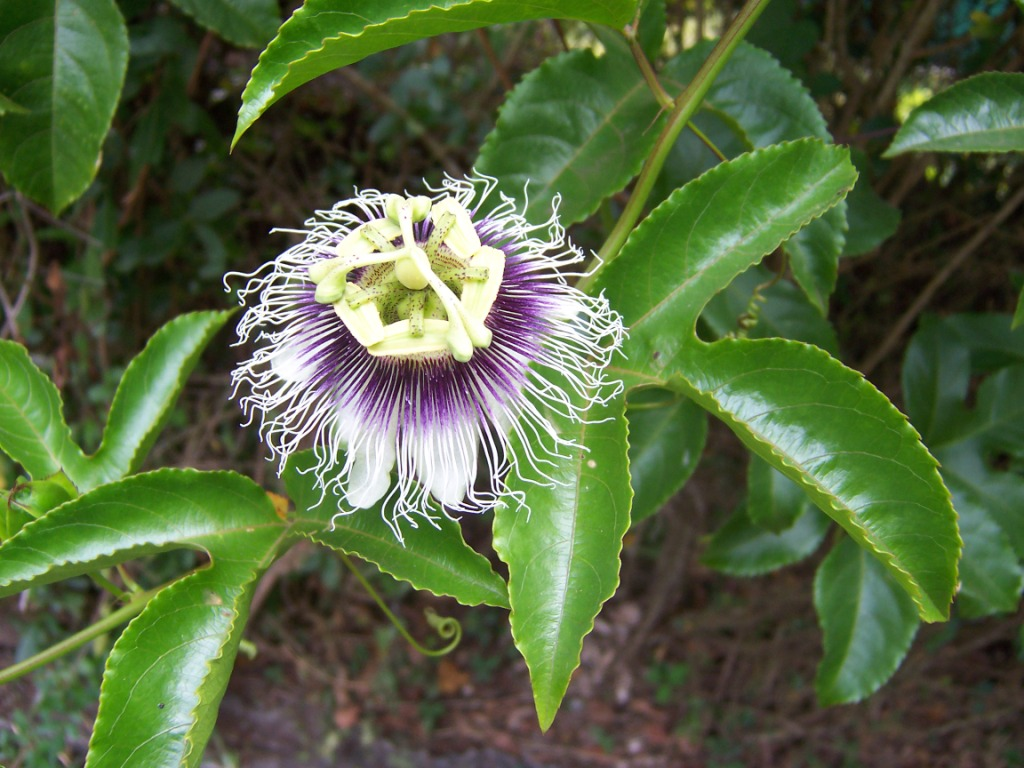
Feuille et fleur de Grenadille.

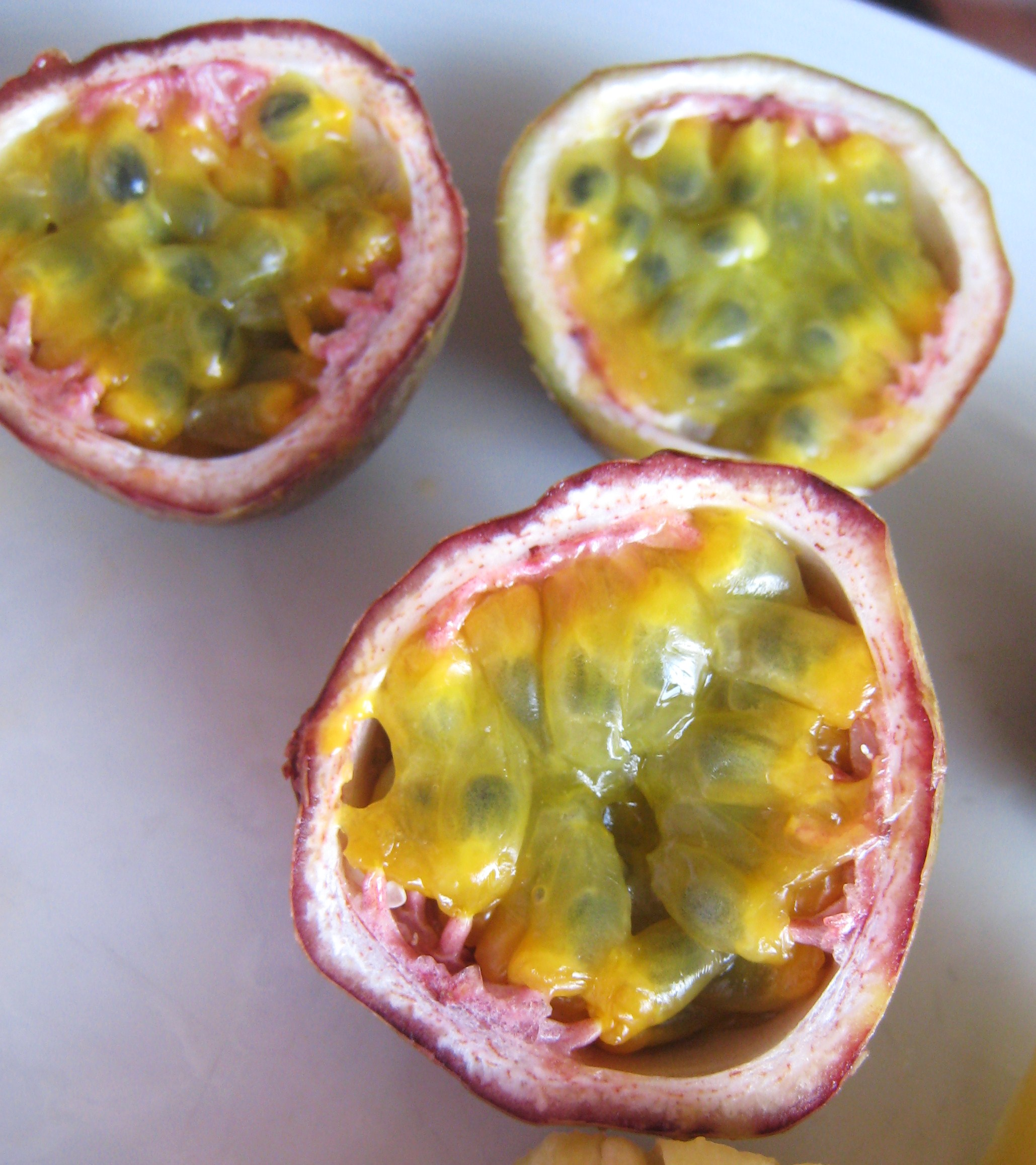
Fruits de la passion aux Maldives.

La grenadille est originaire du Venezuela, Brésil, Paraguay nord de l'Argentine. Elle s'est naturalisée à Hawaï et certaines zones d'Australie.
C'est une plante subtropicale, préférant les régions où il ne gèle pas. La forme flavicarpa est celle qui tolère le moins bien le froid.
La grenadille est cultivée en Inde, au Sri Lanka, au Vietnam, en Nouvelle-Zélande, aux Caraïbes, au Brésil, en Colombie, en Indonésie, au Pérou, en Californie et en Floride, en Australie, en Afrique de l'Est, de l'Ouest et du Sud, au Mexique et en Israël.

## Composition
D'après la revue bibliographique de Dhawan et al. (2004), les phyto-constituants de Passiflora edulis sont constitués par
- des glycosides
Dans la feuille séchée, il a été isolé la passiflorine, un glycoside de cyclopropane triterpine, des glycosides de flavonoïdes, des glycosides cyanogènes (passicapsine, passibiflorine, passicoriacine, rutinoside cyanogène etc.).
- des phénols
- 4-hydroxy-b-ionol, 4-oxo-b-ionol, et autres dérivés d'ionol
- des terpènes diols
- des alcaloïdes
Il a été trouvé principalement dans les feuilles (0,12 %) des alcaloïdes indoliques : harmane, harmanine, harmaline, harmalol.
- autres phyto-constituants
Il a été isolé aussi de nombreux caroténoïdes (phytoène, phytofluène, α- et β-carotène, lycopène, néoxanthine etc.), de l'acide ascorbique, des anthocyanines (cyanidine-3-O-bêta-glucopyranoside, cyanidine-3-glucoside etc.), des γ-lactones (γ-hexa, γ-deca et γ-docecalacetone etc.), des huiles essentielles (limonène, 2-tridécanone, acide (9Z)-octadecenoïque etc.), des acides aminés (proline, acide aspartique, glutamique, sérine et alanine), des glucides, des minéraux (Na, K, Mg, Ca, Zn, Al, Mn, Fe), des triterpènes cycloartanes.

## Propriétés pharmacologiques
Passiflora edulis est présente comme principe actif dans de nombreuses préparations de phytopharmacie, sans être toutefois inscrite dans les pharmacopées d'Europe ou des États-Unis où P. incarnata est préférée.

### Activité anti-inflammatoire
Plusieurs études citées par Patel(2009) indiquent que les extraits aqueux de Passiflora edulis possèdent une activité anti-inflammatoire significative sur l'animal (dans certains tests supérieure même au dexaméthasone).

### Activité anxiolytique
Quelques études des extraits de Passiflora edulis sur des modèles animaux de l'anxiété ont donné des résultats incohérents. Mais une étude récente de Deng et als (2010) montre que la forme jaune Passiflora edulis f. flavicarpa était anxiolytique sur des souris à faible dose et sédative à forte dose. Les flavonoïdes semblent jouer un rôle actif mais les auteurs supposent que d'autres constituants seraient aussi actifs puisque l'extrait aqueux contenant très peu de flavonoïdes manifeste aussi un effet anxiolytique.

### Activité anti-oxydante
La grenadille est riche en polyphénols et il a été montré qu'il existe une relation linéaire entre le contenu total en composés phénoliques et l'activité anti-oxydante chez Passiflora alata et P. edulis. Les données indiquent que l'extrait hydro-alcoolique des feuilles de P. edulis possède une activité anti-oxydante tant in vitro qu'ex vivo et doit donc être considéré comme une nouvelle source d'antioxydants naturels.

## Utilisations de la grenadille

### Usage culinaire
Seuls le jus et la pulpe du fruit sont consommés. Ils sont utilisés frais tels quels ou préparés en salade, mousse, sorbet, cocktail, jus ou sirop.
C'est un fruit climactérique qui peut mûrir rapidement en présence d'éthylène. Il est riche en vitamine A et vitamine C.

### Médecine populaire
En Amérique du Sud, la grenadille a été abondamment utilisée en médecine traditionnelle pour traiter l'anxiété, l'insomnie, l'asthme, la bronchite et les infections urinaires. Au Brésil, l'infusion de feuilles est utilisée comme sédatif. Aux Antilles, les feuilles sont utilisées pour le traitement de l'hypertension artérielle.
En France, les préparations sédatives à base de passiflore utilisent une autre passiflore : la passiflore officinale P. incarnata. Ces deux passiflores se ressemblent énormément tant au plan morphologique que microscopique et ont été souvent confondues même par les spécialistes. Pourtant les différences morphologiques minimes (au niveau des nervures de la feuille) se traduisent par une différence importante au niveau de l'activité anxiolytique : à la dose orale de 125 mg/kg, l'extrait au méthanol de Passiflora incarnata manifeste une activité anxiolytique significative alors que celui de P. edulis ne manifeste aucune activité.
Il manque pour l'instant une validation scientifique objective des effets bénéfiques de Passiflora edulis. Il faut savoir que quelques effets négatifs à court terme des extraits de feuilles fraîches ont été décrits. La plante a montré une toxicité pancréatique et hépatobiliaire sur l'homme et l'animal.

## Culture
La grenadille est une liane assez vigoureuse pouvant croître de plusieurs mètres par an. Elle se reproduit assez facilement par semis mais les fruits ne conservent pas les caractéristiques du fruit d'origine des graines. Elle a besoin d'un climat tempéré avec une température minimale de +5 °C. Plusieurs virus peuvent infecter cette passiflore.
La grenadille est cultivée pour ses fruits comestibles. Les fruits pourpres sont en général transformés en jus, les jaunes sont plutôt consommés frais. Les principaux pays producteurs sont l'Australie, l'Afrique du Sud, le Brésil, les Fidji, Hawaï, le Kenya, le Pérou, la Colombie, le Sri Lanka, la Côte d'Ivoire, l'Inde, les Antilles et l'Angola. Le Brésil est le plus gros producteur avec 35 637 hectares plantés en 1999.